# Лара, Агустин

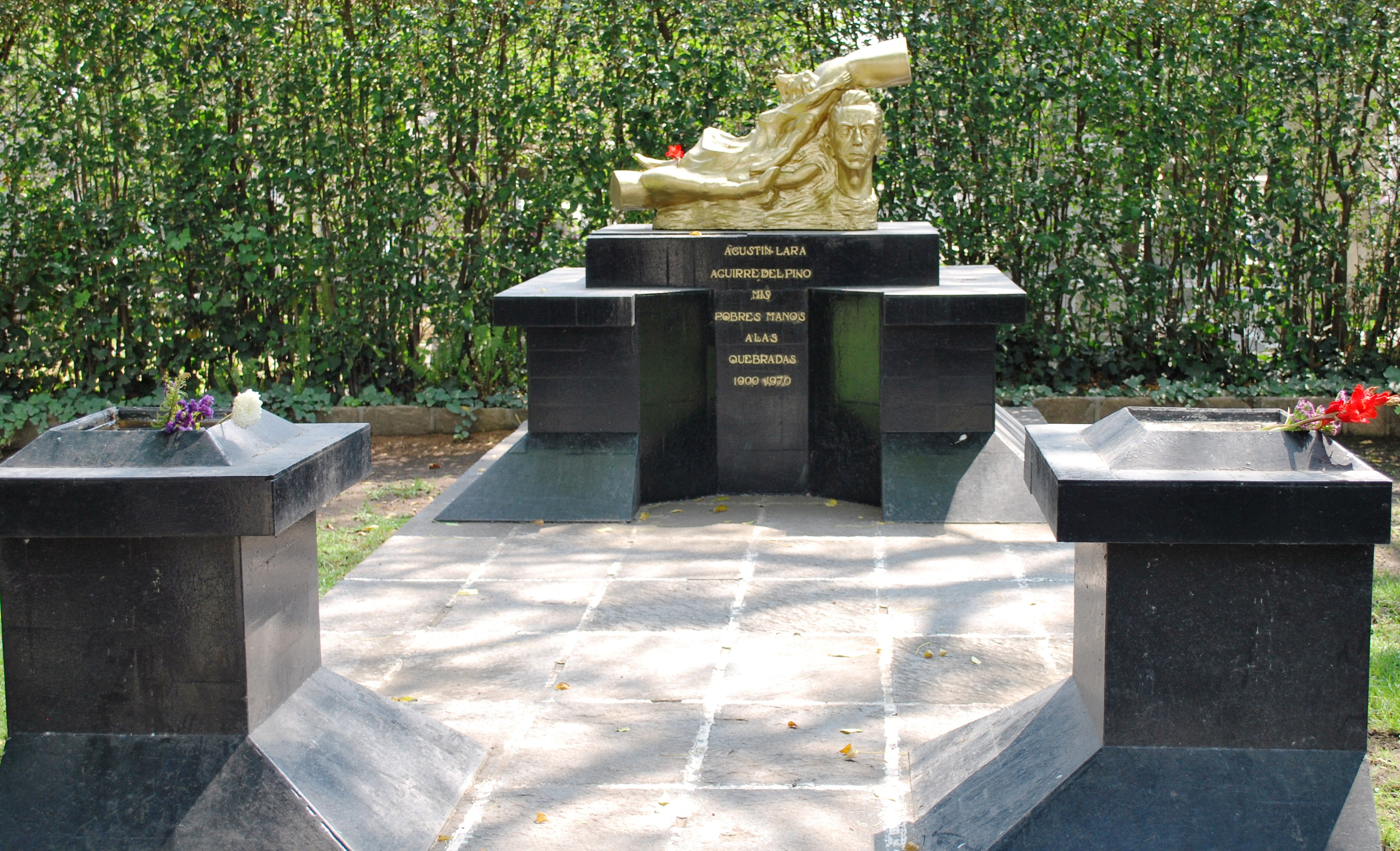
Могила Агустина Лара в Мехико

Агустин Лара (исп. Agustín Lara, настоящее имя Ángel Agustín María Carlos Fausto Mariano Alfonso del Sagrado Corazón de Jesús Lara y Aguirre del Pino; 30 октября 1897, Тлакотальпан, штат Веракрус — 6 ноября 1970, Мехико) — мексиканский композитор-песенник, актёр, певец, продюсер.

## Биография
Агустин Лара родился в Тлакотальпане в штате Веракрус , Мексика где прошло его детство. Позднее семье Лары пришлось вернуться в столицу Мехико , обосновав свой дом в районе Койоакан . После смерти своей матери Агустин и его братья и сестры поселились в хосписе, которым руководила тетя Рефуджио Агирре дель Пино. Первую музыкальную композицию «Marucha», написал в честь своей первой любви. С 1927 году работал в кабаре. Впоследствии переехал в Пуэбла-де-Сарагоса, но в 1928 году вернулся в Мехико. В том же году начал работать как композитор и аккомпаниатор певца (тенора) Хуана Арвизу.
В сентябре 1930 года Лара начал успешную карьеру на радио. В 1933 году совершил своё первое концертное турне на Кубу, которое из политических событий на острове, окончилось неудачей.
Позже, с успехом выступал во многих городах Южной Америки.
Лара написал более 700 песен. Автор ряда музыкальных композиций и песен для кинофильмов. Написал музыку к около 15 фильмам. Как актёр снялся в 27 кинолентах.
Написанные им такие популярные композиции, как «Solamente una vez» (написанная в Буэнос-Айресе), «Veracruz», «Tropicana» и «Pecadora» сделали А. Лара популярным композиторов не только в Южной Америке, но и в Испании.
В 1965 диктатор Франсиско Франко, любивший песню «Гранада» (1932), предоставил композитору испанское гражданство и подарил жильё в Гранаде, чтобы продемонстрировать, таким образом, признательность ему за цикл песен про Испанию, таких как, «Toledo», «Cuerdas de mi Guitarra», «Granada», «Sevilla» и «Madrid».